# آکی‌هیرو کیتامورا
آکی‌هیرو کیتامورا (انگلیسی: Akihiro Kitamura؛ زادهٔ ۲۶ مارس ۱۹۷۹) یک هنرپیشه و کارگردان اهل ژاپن است.
از فیلم‌ها یا برنامه‌های تلویزیونی که وی در آن نقش داشته‌است می‌توان به هزارپای انسانی اشاره کرد.